# 1 E2 s
102 - 103 s（100秒 - 約16.7分）の時間のリスト
- より短い時間

| 値            | 値                | 説明                                                                      |
| ------------- | ----------------- | ------------------------------------------------------------------------- |
| 100 s         | 1 分 40 秒        | 1.67 分                                                                   |
| 100 s         | 1 分 40 秒        | 0.0278 時間（36分の1時間）                                                |
| 100 s         | 1 分 40 秒        | 0.00116 日（864分の1日）                                                  |
| 100 s         | 1 分 40 秒        | 光が真空中を約3000万 km進む時間（光速度）                                 |
| 102 s         | 1 分 42 秒        | ノーベリウム-253の半減期                                                  |
| 102 s         | 1 分 42 秒        | ディヌ・リパッティによるショパン『子犬のワルツ』（1分間ワルツ）の演奏時間 |
| 174.29 s      | 2 分 54.29 秒     | 男子1600メートルリレー走の世界記録（アメリカ合衆国、1993年）              |
| 180 s         | 3 分              | 一般的なインスタントラーメンの調理時間                                    |
| 195.17 s      | 3 分 15.17 秒     | 女子1600メートルリレー走の世界記録（ソビエト連邦、1988年）                |
| 206.00 s      | 3 分 26.00 秒     | 男子1500メートル競走の世界記録（ヒシャム・エルゲルージ、1998年）          |
| 229.11 s      | 3 分 49.11 秒     | 女子1500メートル競走の世界記録（フェイス・キピエゴン、2023年）            |
| 273 s         | 4 分 33 秒        | ジョン・ケージ『4分33秒』（楽曲）                                         |
| 315 s         | 5 分 15 秒        | ビッグ・バン後、最初の原子核が形成されるまでの時間                        |
| 333.6 s       | 5 分 33.6 秒      | 光が真空中を1億 km進む時間                                                |
| 480 s         | 8 分              | モーツァルト『2台のピアノのためのソナタ』第1楽章のおよその演奏時間        |
| 499.004 782 s | 8 分 19.004782 秒 | 光が太陽から地球まで進む時間 (太陽の光差、IAU1976)                        |
| 500 s         | 8 分 20 秒        | 光が太陽から地球までの距離を進むおよその時間                              |
| 660 s         | 11 分             | 35 mm映画フィルム1000フィートに撮影できる時間                             |
| 864 s         | 14 分 24 秒       | 古代中国の 1 刻（100分の1日）                                             |
| 886 s         | 14 分 46 秒       | 中性子の半減期                                                            |
| 900 s         | 15 分             | 現代中国の 1 刻                                                           |
| 930 s         | 15 分 30 秒       | J.S.バッハ『ブランデンブルク協奏曲』第4番のおよその演奏時間               |
| 1000 s        | 16 分 40 秒       | 16.7 分                                                                   |

- より長い時間